# Międzynarodowa Rada Oświęcimska
Międzynarodowa Rada Oświęcimska – rada powołana przez premiera Jerzego Buzka w 2000 roku, która stała się ciałem opiniodawczo-doradczym Prezesa Rady Ministrów. Zastąpiła wcześniejszą Międzynarodową Radę Państwowego Muzeum Auschwitz-Birkenau działającą od roku 1990 na wniosek ministra kultury i sztuki. Rada zajmowała się przede wszystkim kwestiami związanymi z byłym hitlerowskim obozem Auschwitz-Birkenau, ale również w miarę potrzeby innymi byłymi obozami zagłady pozostawionymi przez nazistowskie Niemcy na terenie Polski. Rada pełniła też funkcję wspomagającą prace Państwowego Muzeum Auschwitz-Birkenau.

## Skład Rady I Kadencji (2000–2006)
- Przewodniczący
  - Władysław Bartoszewski
- Wiceprzewodniczący
  - prof. Israel Gutman
  - Stefan Wilkanowicz
- Sekretarz
  - dr Piotr M.A. Cywiński
- Członkowie[2]
  - Kazimierz Albin
  - ks. prof. Michał Czajkowski
  - prof. Wacław Długoborski
  - Henryk Flug
  - prof. Józef Garliński
  - rabin Irving Greenberg
  - Kurt Hacker
  - David Harris
  - dr Stanisław Krajewski
  - Nathan Leipciger
  - Miles Lerman
  - Agnieszka Magdziak-Miszewska
  - prof. Bohdan Rymaszewski
  - Awner Szalew
  - Stanisław Stankiewicz
  - Kalman Sultanik
  - prof. Józef Szajna
  - Marian Turski
  - Siegfried Vergin(inne języki)
  - prof. Jonathan Webber
  - Emmanuel Weintraub

## Skład Rady II Kadencji (2006–2012)
- Przewodniczący
  - Władysław Bartoszewski
- Wiceprzewodniczący
  - Prof. Israel Gutman
  - Stefan Wilkanowicz
- Sekretarz
  - Marek Zając
- Członkowie[3]
  - Kazimierz Albin
  - rabin Andrew Baker
  - dr Hava Ben Sasson
  - Sara Bloomfield
  - dr Piotr M.A. Cywiński
  - ks. dr Manfred Deselaers
  - prof. Wacław Długoborski
  - Henryk Flug
  - Christoph Heubner(inne języki)
  - Ołeksandr Jewhenowycz Łysenko
  - Agnieszka Magdziak-Miszewska
  - ks. Grzegorz Michalczyk
  - dr Richard Prasquier(inne języki)
  - Romani Rose
  - Awner Szalew
  - Kalman Sultanik
  - prof. Józef Szajna
  - Leszek Szuster
  - Marian Turski
  - prof. Jonathan Webber
  - Jerzy Wróblewski

## Skład Rady III Kadencji (2012–2018)
- Przewodniczący
  - Władysław Bartoszewski (2012–2014)
  - prof. Barbara Engelking (2014–2018)[4]
- Wiceprzewodniczący
  - Awner Szalew
  - Henryk Wujec.
- Sekretarz
  - Marek Zając
- Członkowie[5]
  - Kazimierz Albin
  - Sara Bloomfield
  - Halina Birenbaum
  - dr Piotr M.A. Cywiński
  - ks. dr Manfred Deselaers
  - dr Hava Dreyfuss
  - rabin Irving Greenberg
  - prof. Israel Gutman
  - David Harris
  - Christoph Heubner(inne języki)
  - Roman Kent
  - Serge Klarsfeld
  - Ronald Lauder
  - prof. Paweł Machcewicz
  - Agnieszka Magdziak-Miszewska
  - dr Richard Prasquier(inne języki)
  - Arsenij Rogiński
  - Romani Rose
  - abp Grzegorz Ryś
  - Kalman Sultanik
  - Marian Turski

Po upływie trzeciej kadencji w maju 2018 premier Mateusz Morawiecki nie powołał nowej Rady, nastąpiło to w lipcu 2022.

## Skład Rady IV Kadencji (2022–2028)
- Przewodniczący
  - Grzegorz Berendt (2022–2024)[7]
  - Dariusz Stola (od 2024)[8]
- Wiceprzewodniczący
  - Dani Dayan(inne języki)
  - Albert Stankowski (2022–2024)
  - Piotr Wiślicki (od 2024)[8]
- Sekretarz
  - Marek Zając
- Członkowie[9]
  - Colette Awital
  - Zanet Battinou(inne języki) (do 2023)
  - Michael Berenbaum
  - Sara Bloomfield
  - Piotr M. A. Cywiński
  - Havi Dreyfuss (od 2024)
  - Jan Erik Dubbelman
  - ks. Paweł Gałuszka(inne języki) (2022-2024)
  - András Heisler(inne języki)
  - Christoph Heubner(inne języki)
  - Artur Hofman
  - Tomáš Kraus
  - Roman Kwiatkowski
  - Ronald Lauder
  - Hannah Lessing
  - Romani Rose
  - kard. Grzegorz Ryś (od 2024)
  - rabin Michael Schudrich (od 2024)
  - Igor Shchupak
  - Timothy Snyder (od 2024)
  - Szalom Dow Ber Stambler (2022-2024)
  - Mateusz Szpytma (2022-2024)
  - Marian Turski (do 2025)
  - Ada Willenberg
  - Stanisław Zalewski